# Ki no Tomonori
Ki no Tomonori (紀友則?) (850 - 904) fue un poeta waka de la corte japonesa a principios del período Heian y miembro designado de los treinta y seis poetas inmortales. Fue compilador del Kokin Wakashū, aunque se sabe no vio la antología completado debido a un elogio escrito por su compañero de trabajo, Ki no Tsurayuki en agradecimiento a su esfuerzo.

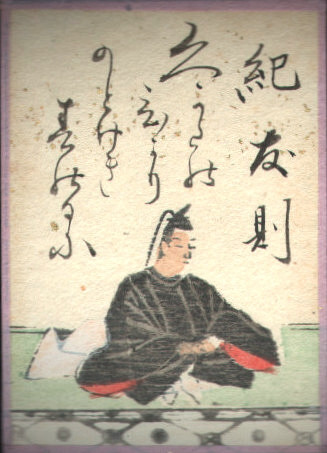
Ki no Tomonori, del Ogura Hyakunin Isshu.

Ki no Tomonori es el autor de varios poemas en el Kokin Wakashū, y algunos de sus poemas aparecieron en colecciones oficiales posteriores. Se preserva una colección de sus poemas de varias fuentes recogidos en el tomonori shū.